# Paradosso di Burali-Forti
Il paradosso di Burali-Forti dimostra che costruire "l'insieme di tutti i numeri ordinali" porta ad una contraddizione e quindi individua un'antinomia in un sistema che permette la sua costruzione.
Il motivo è che l'insieme di tutti i numeri ordinali {\displaystyle \Omega } possiede tutte le proprietà di un numero ordinale e sarebbe quindi considerato a sua volta un numero ordinale. Quindi si può costruire il suo successore {\displaystyle \Omega +1}, che è strettamente maggiore di {\displaystyle \Omega }. Ma questo numero ordinale deve essere elemento di {\displaystyle \Omega }, in quanto {\displaystyle \Omega } contiene tutti i numeri ordinali, quindi si giunge a:
{\displaystyle \Omega <\Omega +1\leq \Omega }.
La moderna teoria assiomatica degli insiemi aggira questa antinomia non consentendo la costruzione di insiemi con formule di comprensione senza restrizione come "tutti gli insiemi che hanno la proprietà {\displaystyle P}", come era possibile nel sistema di assiomi di Gottlob Frege.
Il paradosso prende il nome da Cesare Burali-Forti, che lo formulò nel 1897.